# Liste der Kulturdenkmäler in Kell am See
In der Liste der Kulturdenkmäler in Kell am See sind alle Kulturdenkmäler der rheinland-pfälzischen Ortsgemeinde Kell am See aufgeführt. Grundlage ist die Denkmalliste des Landes Rheinland-Pfalz (Stand: 8. Februar 2023).

## Einzeldenkmäler
| Bezeichnung                              | Lage                               | Baujahr                   | Beschreibung                                                                                          | Bild                           |
| ---------------------------------------- | ---------------------------------- | ------------------------- | --- | ------------------------------ |
| Prozessionskreuz                         | Bahnhofstraße, bei Nr. 18 Lage     | Ende des 19. Jahrhunderts | Fronleichnamskreuz, Ende des 19. Jahrhunderts                                                         | Fotos hochladen                |
| Bahnhof                                  | Bahnhofstraße 34 Lage              | 1891                      | Bahnhofsgebäude der Hochwaldbahn; Typenbau, eingeschossiger Rotsandsteinquaderbau mit Kniestock, 1891 | weitere Bilder Fotos hochladen |
| Gefallenendenkmal                        | Kirchstraße Lage                   | 1920er Jahre              | Gefallenendenkmal 1914/18; Jugendstil-Toranlage, überdachte Pietà, 1920er Jahre                       | weitere Bilder Fotos hochladen |
| Quereinhaus                              | Kirchstraße 20 Lage                | 1779                      | Quereinhaus, bezeichnet 1779 und 1903 (Renovierung)                                                   | Fotos hochladen                |
| Katholische Pfarrkirche St. Bartholomäus | Kirchstraße 26 Lage                | 1839–41                   | klassizistischer Saalbau, 1839–41, Architekt Johann Baptist Bingler                                   | weitere Bilder Fotos hochladen |
| Quereinhaus                              | Scholzenecken 1 Lage               | 1817                      | Quereinhaus, bezeichnet 1817, Erweiterung 1861                                                        | Fotos hochladen                |
| Friedhofskreuz                           | Schulstraße, auf dem Friedhof Lage | 1811                      | nachbarockes Altarkreuz, bezeichnet 1811, gusseiserner Korpus später, noch aus dem 19. Jahrhundert    | Fotos hochladen                |
| Prozessionskreuz                         | Trierer Straße, bei Nr. 44 Lage    | 1872                      | Fronleichnamskreuz, bezeichnet 1872                                                                   | Fotos hochladen                |
| Marchandkapellchen                       | östlich des Ortes an der K 76 Lage | spätes 19. Jahrhundert    | Flurkapelle; Nischenaufbau, darin Pietà, spätes 19. Jahrhundert                                       | Fotos hochladen                |